# Четиритактов двигател
Четиритактовият двигател е вид бутален двигател с вътрешно горене, при който работният цикъл се състои от четири такта. Неговите основни разновидности са двигател с цикъл на Ото и двигател с цикъл на Дизел. Характерното за четиритактовия двигател е, че от четирите такта има само един е работен, който се осъществява за два оборота на коляновия вал на двигателя.

## История
Първият човек, построил първия практически използваем четиритактов двигател, е немският инженер Николаус Ото. Той успява да реализира идеята си за двигател с четиритактов цикъл и получава патент за него през 1897 г. Поради тази причина четиритактовият цикъл е известен като цикъл на Ото, а четиритактовият двигател, използващ запалителни свещи, се нарича двигател на Ото.

## Тактове на двигателя

### Първи такт
Извършва се процес всмукване или пълнене. Този процес протича при движение на буталото от горната мъртва точка (ГМТ) до долната мъртва точка (ДМТ). Когато налягането на остатъчните газове в цилиндъра спадне значително, през всмукателния клапан, който се отваря с помощта на газоразпределителния механизъм, постъпва прясно работно вещество (горивна смес). Поради съпротивлението на пълнителната система налягането на работното вещество в цилиндъра в процеса на пълненето е по-малко от атмосферното налягане.
За да осигури максимално напълване на цилиндъра с прясно работно вещество, всмукателният клапан се отваря от 10° до 40° преди горната мъртва точка, т.е. с изпреварване, и се затваря от 20° до 70° след долната мъртва точка, т.е. със закъснение.

### Втори такт
Извършва се процес на сгъстяване. Сгъстяването на горивната смес протича при движение на буталото от ДМТ до ГМТ след затварянето на всмукателния клапан. Тъй като надбуталното пространство намалява, налягането и температурата на горивната смес се повишават, в резултат на което в края на сгъстяването се създават благоприятни условия за възпламеняване и изгаряне на горивото. За тази цел началото на подаване на горивото (в дизеловите двигатели) или искра (в карбураторните двигатели) трябва да започне преди ГМТ, т.е. с определен ъгъл на изпреварване – от 10° до 35°.
По такъв начин по време на втория такт в цилиндъра протича главно сгъстяване на работното вещество. Освен това в началото на такта продължава да постъпва прясно работно вещество в цилиндъра, а в края на същия такт започва процесът горене.

### Трети такт
Извършва се процес на горене и разширение. Този процес протича при движение на буталото от ГМТ до ДМТ. В резултат на топлината, която се отделя при изгарянето на горивото, температурата и налягането на работното вещество се повишават значително. Под действието на високото налягане буталото се премества към ДМТ, а продуктите на горенето се разширяват, вследствие на което се получава полезна работа. Ето защо този ход на буталото се нарича работен такт.

### Четвърти такт
Извършва се процес на изпускане. По време на този такт буталото се движи от ДМТ към ГМТ, като изтласква газовете от цилиндъра на двигателя през изпускателния клапан. За да се намали работата за изтласкване на газовете, а също и да се подобри очистването на цилиндъра, изпускателният клапан се отваря на около 40° до 70° преди ДМТ. За подобряване очистването на цилиндъра от газовете същият клапан се затваря от 10° до 35° след ГМТ.